# Danube Dragons 2022
Questa voce raccoglie le informazioni riguardanti i Danube Dragons nelle competizioni ufficiali della stagione 2022.

## Prima squadra

### Austrian Football League 2022

#### Stagione regolare
| Vienna 27 marzo 2022, ore 14:00 1ª giornata | Danube Dragons | 31 – 21 (0-7 14-14 10-0 7-0) referto | Salzburg Ducks | Sportplatz Donaufeld |

| Traun 3 aprile 2022, ore 15:00 2ª giornata | Traun Steelsharks | 10 – 16 (3-0 0-7 0-6 10-3) referto | Danube Dragons | Sportzentrum Traun (1050 spett.) |

| Vienna 9 aprile 2022, ore 14:00 3ª giornata | Danube Dragons | 35 – 28 (21-6 6-8 8-14 0-0) referto | Znojmo Knights | Sportplatz Donaufeld |

| Vienna 30 aprile 2022, ore 14:00 5ª giornata | Danube Dragons | 42 – 14 (0-14 13-0 15-0 14-0) referto | AFC Rangers Mödling | Sportplatz Donaufeld |

| Innsbruck 7 maggio 2022, ore 18:00 6ª giornata | Tirol Raiders | 0 – 42 (0-14 0-7 0-14 0-7) referto | Danube Dragons | Tivoli-Neu Stadion |

| Telfs 28 maggio 2022, ore 18:00 8ª giornata | Telfs Patriots | 24 – 28 (7-0 10-21 7-7 0-0) referto | Danube Dragons | Sportzentrum Telfs |

| Praga 5 giugno 2022, ore 15:00 9ª giornata | Prague Black Panthers | 0 – 24 (0-3 0-0 0-0 0-21) referto | Danube Dragons | Stadion SK Prosek |

| Vienna 18 giugno 2022, ore 15:00 10ª giornata | Danube Dragons | 52 – 14 (12-0 9-7 21-0 10-7) referto | Graz Giants | Sportplatz Donaufeld (300 spett.) |

| Vienna 25 giugno 2022, ore 16:00 11ª giornata | Danube Dragons | 57 – 42 (12-14 24-6 14-8 7-14) referto | Vienna Vikings | Sportplatz Donaufeld (500 spett.) |

| Graz 2 luglio 2022, ore 15:00 12ª giornata | Graz Giants | 19 – 28 (7-14 0-7 6-7 6-0) referto | Danube Dragons | Stadion Eggenberg |

#### Playoff
| Vienna 16 luglio 2022, ore 16:00 Semifinale | Danube Dragons | 31 – 13 (14-0 3-7 7-0 7-13) referto | Telfs Patriots | Sportplatz Donaufeld (500 spett.) |

| Sankt Pölten 30 luglio 2022, ore 19:00 Austrian Bowl | Danube Dragons | 51 – 29 (3-7 21-7 0-7 27-8) referto | Vienna Vikings | NV Arena (4120 spett.) |
| Heidinger 6':03" Q1 ( FG ) 25yd Nacita 11':34" Q2 ( TD ) 3yd run Heidinger Q2 ( pat ) Nacita 10':21" Q2 ( TD ) 5yd run Heidinger Q2 ( pat ) Nacita 0':53" Q2 ( TD ) 13yd pass from Jeffries Heidinger Q2 ( pat ) Nacita 11':53" Q4 ( TD ) 14yd pass from Jeffries Jeffries 7':15" Q4 ( TD ) 19yd run Heidinger Q4 ( pat ) Schachner 6':44" Q4 ( TD ) 15yd interception return Heidinger Q4 ( pat ) Nacita 2':38" Q4 ( TD ) 1yd run Heidinger Q4 ( pat ) Marcatori Martin 2':15" Q1 ( TD ) 50yd pass from N. Hrouda Voznyak Q1 ( pat ) Jordan 7':53" Q2 ( TD ) 33yd pass from N. Hrouda Voznyak Q1 ( pat ) Wappl 5':18" Q3 ( TD ) 7yd pass from N. Hrouda Voznyak Q3 ( pat ) Jordan 5':29" Q4 ( TD ) 51yd pass from N. Hrouda Martin Q4 ( tpc ) pass from N. Hrouda |                | |                |                        |
| |                | |                |                        |
| Heidinger 6':03" Q1 (FG) 25yd Nacita 11':34" Q2 (TD) 3yd run Heidinger Q2 (pat) Nacita 10':21" Q2 (TD) 5yd run Heidinger Q2 (pat) Nacita 0':53" Q2 (TD) 13yd pass from Jeffries Heidinger Q2 (pat) Nacita 11':53" Q4 (TD) 14yd pass from Jeffries 7':15" Q4 (TD) 19yd run Heidinger Q4 (pat) Schachner 6':44" Q4 (TD) 15yd interception return Heidinger Q4 (pat) Nacita 2':38" Q4 (TD) 1yd run Heidinger Q4 (pat) | Marcatori      | Martin 2':15" Q1 (TD) 50yd pass from N. Hrouda Voznyak Q1 (pat) Jordan 7':53" Q2 (TD) 33yd pass from N. Hrouda Voznyak Q1 (pat) Wappl 5':18" Q3 (TD) 7yd pass from N. Hrouda Voznyak Q3 (pat) Jordan 5':29" Q4 (TD) 51yd pass from N. Hrouda Martin Q4 (tpc) pass from N. Hrouda |                |                        |

### Statistiche di squadra
| Competizione      | %Vittorie | In casa | In casa | In casa | In casa | In casa | In casa | In trasferta | In trasferta | In trasferta | In trasferta | In trasferta | In trasferta | Totale | Totale | Totale | Totale | Totale | Totale |
| Competizione      | %Vittorie | G       | V       | N       | P       | Pf      | Ps      | G            | V            | N            | P            | Pf           | Ps           | G      | V      | N      | P      | Pf     | Ps     |
| ----------------- | --------- | ------- | ------- | ------- | ------- | ------- | ------- | ------------ | ------------ | ------------ | ------------ | ------------ | ------------ | ------ | ------ | ------ | ------ | ------ | ------ |
| Stagione regolare | 1.000     | 5       | 5       | 0       | 0       | 217     | 119     | 5            | 5            | 0            | 0            | 138          | 53           | 10     | 10     | 0      | 0      | 355    | 172    |
| Playoff           | 1.000     | 2       | 2       | 0       | 0       | 82      | 42      | 0            | 0            | 0            | 0            | 0            | 0            | 2      | 2      | 0      | 0      | 82     | 42     |
| Totale            | 1.000     | 7       | 7       | 0       | 0       | 299     | 161     | 5            | 5            | 0            | 0            | 138          | 53           | 12     | 12     | 0      | 0      | 437    | 214    |

### Statistiche personali

#### Marcatori
| Giocatore       | Ruolo | TD rush | TD recv | TD int | TD p.ret | TD k.ret | TD oth | Xp1  | Xp2 | FG  | Saf | Totale |
| --------------- | ----- | ------- | ------- | ------ | -------- | -------- | ------ | ---- | --- | --- | --- | ------ |
| Jeffries        |       | 7+1     | 0       | 0      | 0        | 0        | 0      | 0    | 0   | 0   | 0   | 48     |
| Nacita          |       | 0+6     | 0+2     | 0      | 0        | 0        | 0      | 0    | 0   | 0   | 0   | 48     |
| Deutschmann     |       | 0       | 0       | 0      | 0        | 0        | 0      | 38   | 0   | 3   | 0   | 47     |
| Gold            |       | 0       | 7       | 0      | 0        | 0        | 0      | 0    | 1   | 0   | 0   | 44     |
| Peavy           |       | 2       | 5       | 0      | 0        | 0        | 0      | 0    | 0   | 0   | 0   | 42     |
| Steiner         |       | 1       | 5       | 0      | 0        | 1        | 0      | 0    | 0   | 0   | 0   | 42     |
| C. Lewis        |       | 0       | 6       | 0      | 0        | 0        | 0      | 0    | 1   | 0   | 0   | 38     |
| Heidinger       |       | 0       | 0       | 0      | 0        | 0        | 0      | 5+10 | 0   | 2+2 | 0   | 27     |
| Nafile          |       | 0       | 4       | 0      | 0        | 0        | 0      | 0    | 0   | 0   | 0   | 24     |
| Blaschegg       |       | 0       | 2       | 0      | 0        | 1        | 0      | 0    | 0   | 0   | 0   | 18     |
| Jensen          |       | 0       | 3       | 0      | 0        | 0        | 0      | 0    | 0   | 0   | 0   | 18     |
| Löcker          |       | 2       | 0       | 0      | 0        | 0        | 0      | 0    | 0   | 0   | 0   | 12     |
| Idiahi          |       | 0       | 0       | 0      | 0        | 0        | 0+1    | 0    | 0   | 0   | 0   | 6      |
| Laggner         |       | 0       | 1       | 0      | 0        | 0        | 0      | 0    | 0   | 0   | 0   | 6      |
| Malischnig      |       | 0       | 1       | 0      | 0        | 0        | 0      | 0    | 0   | 0   | 0   | 6      |
| Raunig          |       | 0       | 0       | 0      | 0        | 0        | 1      | 0    | 0   | 0   | 0   | 6      |
| Schachner       |       | 0       | 0       | 0+1    | 0        | 0        | 0      | 0    | 0   | 0   | 0   | 6      |
| Wunderbaldinger |       | 1       | 0       | 0      | 0        | 0        | 0      | 0    | 0   | 0   | 0   | 6      |
| Team            |       | 0       | 0       | 0      | 0        | 0        | 0      | 0    | 0   | 0   | 1   | 2      |

#### Passer rating
| Giocatore | G    | Att    | Comp   | Int | Yds      | TD   | NFL    | NCAA   |
| --------- | ---- | ------ | ------ | --- | -------- | ---- | ------ | ------ |
| Jeffries  | 10+2 | 216+38 | 142+17 | 4+0 | 2522+330 | 31+2 | 134,06 | 196,64 |
| Thury     | 3    | 19     | 11     | 1   | 154      | 1    | 79,71  | 132,82 |
| Nacita    | 0+1  | 0+1    | 0+1    | 0+0 | 0+23     | 0+0  |        |        |

## Seconda squadra

### AFL - Division I 2022

#### Stagione regolare
| Maria Enzersdorf 27 marzo 2022, ore 13:00 1ª giornata | Danube Dragons 2 | 0 – 61 (0-23 0-24 0-7 0-7) referto | Fehérvár Enthroners | BSFZ Südstadt |

| Ottakring 9 aprile 2022, ore 15:00 3ª giornata | Vienna Knights | 52 – 0 (19-0 14-0 13-0 6-0) referto | Danube Dragons 2 | Redstarplatz |

| Amstetten 23 aprile 2022, ore 15:00 5ª giornata | Amstetten Thunder | 41 – 0 (7-0 21-0 6-0 7-0) referto | Danube Dragons 2 | Umdasch Stadion |

| Maria Enzersdorf 1º maggio 2022, ore 13:00 6ª giornata | Danube Dragons 2 | 6 – 35 (0-0 0-21 0-0 6-14) referto | Sankt Pölten Invaders | BSFZ Südstadt |

| Maria Enzersdorf 15 maggio 2022, ore 13:00 7ª giornata | Danube Dragons 2 | 0 – 44 (0-7 0-16 0-7 0-14) referto | Vienna Knights | BSFZ Südstadt |

| St. Georgen am Steinfelde 21 maggio 2022, ore 16:00 8ª giornata | Sankt Pölten Invaders | 58 – 7 (7-7 14-0 22-0 15-0) referto | Danube Dragons 2 | Invaders field |

| Maria Enzersdorf 5 giugno 2022, ore 13:00 9ª giornata | Danube Dragons 2 | 0 – 43 (0-16 0-7 0-13 0-7) referto | Amstetten Thunder | BSFZ Südstadt |

| Székesfehérvár 19 giugno 2022, ore 15:00 10ª giornata | Fehérvár Enthroners | 77 – 0 (35-0 21-0 7-0 14-0) referto | Danube Dragons 2 | FIRST Field |

### Statistiche di squadra
| Competizione      | %Vittorie | In casa | In casa | In casa | In casa | In casa | In casa | In trasferta | In trasferta | In trasferta | In trasferta | In trasferta | In trasferta | Totale | Totale | Totale | Totale | Totale | Totale |
| Competizione      | %Vittorie | G       | V       | N       | P       | Pf      | Ps      | G            | V            | N            | P            | Pf           | Ps           | G      | V      | N      | P      | Pf     | Ps     |
| ----------------- | --------- | ------- | ------- | ------- | ------- | ------- | ------- | ------------ | ------------ | ------------ | ------------ | ------------ | ------------ | ------ | ------ | ------ | ------ | ------ | ------ |
| Stagione regolare | .000      | 4       | 0       | 0       | 4       | 6       | 183     | 4            | 0            | 0            | 4            | 7            | 228          | 8      | 0      | 0      | 8      | 13     | 411    |
| Totale            | .000      | 4       | 0       | 0       | 4       | 6       | 183     | 4            | 0            | 0            | 4            | 7            | 228          | 8      | 0      | 0      | 8      | 13     | 411    |